# The St James's Chronicle; or the British Evening Post
The St James's Chronicle; or the British Evening Post (abreviado St. James Chron. Brit. Eve. Post) fue una revista científica con ilustraciones y descripciones botánicas que fue publicada en Inglaterra en el año 1768.